# The Calling
The Calling — американская рок-группа, созданная в Лос-Анджелесе в 2000 году. Они наиболее известны своим хитовым синглом «Wherever You Will Go», который возглавлял чарт Adult Top 40 в течение 23 недель. Их дебютный альбом Camino Palmero был выпущен в июле 2001 года и имел большой коммерческий успех.
Их второй альбом Two был выпущен в июне 2004 года. Его ведущий сингл «Our Lives» прозвучал на церемонии закрытия Летних Олимпийских игр 2004 года, а также на церемонии открытия 78-й ежегодной премии Оскар.
В 2005 году группа распалась, но в 2013 снова воссоединилась.

## История
Группа была создана Алексом Бэндом (вокал) и Аароном Камином (гитара) в то время, когда Аарон встречался с сестрой Бэнда. Первоначально Бэнд и Камин начали писать песни ещё в 1996 году и выступали под названием Generation Gap. В составе группы были также барабанщик и саксофонист, придававший группе джазовый мотив. Но в конечном счёте группа распалась. Остались опять же только Бэнд и Камин, которые решили начать заново, и на этот раз они стали называться Next Door.
Камин и Бэнд начали уделять больше внимания написанию песен и голос Бэнда — своеобразный баритон начал развиваться. Дуэт начал оставлять демо-кассеты своих новых песен в почтовом ящике Рона Фэйра, руководителя в музыкальном бизнесе и соседа Бэнда. Они быстро нашли общее по типу звучание, схожее со звучанием таких популярных групп начала 21 века, как Matchbox Twenty, Third Eye Blind, Train и Fastball. Фэйр был впечатлён записями дуэта, и в 1999 году ребята подписали контракт с лейблом RCA. Они снова сменили название дуэта на The Calling.
Вначале у дуэта возникли небольшие проблемы из-за отсутствия дополнительных музыкантов. Фэйр работал с дуэтом долго и упорно на протяжении двух лет, совершенствуя дебютный альбом. Первый альбом The Calling записывался с 1999 по 2001 года со студийными музыкантами. Как только дуэт усовершенствовался, Шон Вулстенхулм из группы Lifehouse (гитара), Билли Молер (бас-гитара) и Нэйт Вуд (ударные) вошли в состав в 2001 году, и тогда дуэт The Calling стал полноценной группой . Первый альбом The Calling Camino Palmero был выпущен в июле 2001 года и тут же стал популярен своим хитом «Wherever You Will Go». Песня прозвучала в первом сезоне сериала «Тайны Смолвиля», в эпизоде Метаморфозы, в фильме «Бар „Гадкий Койот“» в 2000 году, где они выступили в роли самих себя в одной из сцен, а также в сериалах «Звёздный путь: Энтерпрайз» и «Детектив Раш». Альбом Camino Palmero был распродан в количестве 5 миллионов копий и стал золотым в США.
В июне 2002 года Вулстенхулм покинул группу, на смену ему пришёл Дино Менегин. Мохлер и Вуд покинули группу в октябре того же года. В ноябре 2003 года бывшие участники, Мохлер и Вуд, обвинили Бэнда, Камина и руководство группы в мошенничестве и требовали свой гонорар. Они утверждали, что им обещали акцию лицензионных платежей и прибыль от тура и товаров в 2001-02. Бэнд и Камин утверждали, что Мохлер и Вуд были нанятыми музыкантами и не имели право на лицензионные платежи.
В июне 2004 группа вернулась с альбомом Two, в альбоме было три сингла и прилагающиеся к ним видео: «Our Lives», «Things Will Go My Way» и «Anything».
После длинного и утомительного тура в поддержку альбома и без поддержки лейбла Бэнд и Камин начали двигаться в разных направлениях и в результате группа закончила свою деятельность. В июле 2005 Бэнд и Камин ушли «на неопределенную паузу» после прощального концерта в Темекуле, Калифорния. Алекс и его новые музыканты (часто именуемые, как «The Calling») время от времени дают концерты с 2008.
После продолжительного мирового турне в поддержку альбома Камин и Бэнд решили распустить The Calling. Они сыграли прощальное шоу в Темекуле, штат Калифорния, 6 июня 2005 года. Затем Алекс начал заниматься сольной карьерой и время от времени давал концерты.
15 августа 2013 года группа Алексом Бэнд реформировал The Calling с новыми участниками. Группа дала концерт в Бэллис 17 августа . 18 августа Бэнд был похищен двумя мужчинами, которые ограбили его, жестоко избили и бросили на железнодорожные пути в Лапире, штат Мичиган. Его доставили в отделение неотложной помощи ближайшей больницы, где ему оказали медицинскую помощь и отпустили. После нескольких концертов группа снова распалась.
В октябре 2016 года The Calling реформировались с новым составом и выступили в Маниле, Филиппины, в следующем месяце. Австралийская компания "Unbreakable Touring" объявила, что группа должна была выступить в таких районах, как Аделаида, Сидней, Брисбен, Мельбурн и Фримантл вместе с рок-группой Juke Kartel и новичком Майком Уотерсом, но позже это было отложено из-за визовых проблем. В июле 2017 года было объявлено, что The Calling присоединится к Lifehouse в качестве поддержки австралийского этапа их мирового реунион-тура.
Группа заявила в интервью австралийскому музыкальному сайту May the rock be with you в ноябре 2017 года, что The Calling скоро выпустит новый альбом.

## Музыкальное влияние
На группу оказали влияние такие исполнители, как Pearl Jam, Bon Jovi, Live, Train и U2.

## Дискография

### Студийные альбомы
| Год  | Название       | Позиция в чарте | Позиция в чарте | Позиция в чарте | Позиция в чарте | Позиция в чарте | Позиция в чарте | Позиция в чарте | Позиция в чарте | Позиция в чарте | Позиция в чарте | Позиция в чарте |
| Год  | Название       | US              | UK              | GER             | NL              | ITA             | AUT             | SWI             | FRA             | SWE             | AUS             | NZ              |
| ---- | -------------- | --------------- | --------------- | --------------- | --------------- | --------------- | --------------- | --------------- | --------------- | --------------- | --------------- | --------------- |
| 2001 | Camino Palmero | 36              | 12              | 8               | 46              | 16              | 9               | 26              | 10              | 11              | 23              | 9               |
| 2004 | Two            | 54              | 9               | 17              | 66              | 17              | 19              | 23              | 40              | 51              | -               | -               |

### Сборники
| Год  | Название                     | Позиция в чарте | Позиция в чарте | Позиция в чарте | Позиция в чарте | Позиция в чарте | Позиция в чарте | Позиция в чарте | Позиция в чарте | Позиция в чарте | Позиция в чарте | Позиция в чарте |
| Год  | Название                     | US              | UK              | GER             | NL              | ITA             | AUT             | SWI             | FRA             | SWE             | AUS             | NZ              |
| ---- | ---------------------------- | --------------- | --------------- | --------------- | --------------- | --------------- | --------------- | --------------- | --------------- | --------------- | --------------- | --------------- |
| 2011 | The Very Best of The Calling | -               | -               | -               | -               | -               | -               | -               | -               | -               | -               | -               |

### Синглы
| Год  | Название                             | Позиция в чарте | Позиция в чарте | Позиция в чарте | Позиция в чарте | Позиция в чарте | Позиция в чарте | Позиция в чарте | Позиция в чарте | Позиция в чарте | Позиция в чарте | Позиция в чарте | Позиция в чарте | Позиция в чарте | Позиция в чарте | Позиция в чарте | Альбом               |
| Год  | Название                             | US              | US Mod          | US Main         | US Adult        | CAN             | UK              | GER             | NL              | ITA             | AUT             | SWI             | FRA             | SWE             | AUS             | NZ              | Альбом               |
| ---- | ------------------------------------ | --------------- | --------------- | --------------- | --------------- | --------------- | --------------- | --------------- | --------------- | --------------- | --------------- | --------------- | --------------- | --------------- | --------------- | --------------- | -------------------- |
| 2001 | «Wherever You Will Go»               | 5               | 14              | 37              | 1               | 20              | 3               | 16              | 31              | 1               | 8               | 7               | 7               | 14              | 5               | 1               | Camino Palmero       |
| 2001 | «When It All Falls Down» [promo] [+] | -               | -               | -               | -               | -               | -               | -               | -               | -               | -               | -               | -               | -               | -               | -               | Camino Palmero       |
| 2002 | «Adrienne»                           | 116             | -               | -               | 22              | -               | 18              | 68              | 81              | 15              | 50              | 64              | -               | -               | -               | -               | Camino Palmero       |
| 2002 | «Could It Be Any Harder»             | -               | -               | -               | 35              | -               | -               | -               | -               | 22              | -               | -               | -               | -               | -               | -               | Camino Palmero       |
| 2003 | «For You»                            | -               | -               | -               | 10              | -               | -               | 80              | -               | 19              | -               | 91              | -               | -               | -               | 45              | Daredevil: The Album |
| 2004 | «Our Lives»                          | -               | -               | -               | 16              | -               | 13              | 63              | 65              | 11              | 72              | 72              | 65              | 50              | -               | -               | Two                  |
| 2004 | «Things Will Go My Way»              | -               | -               | -               | -               | -               | 34              | -               | 99              | -               | -               | -               | -               | -               | -               | -               | Two                  |
| 2004 | «Anything»                           | -               | -               | -               | 23              | -               | -               | -               | 100             | -               | -               | -               | -               | -               | -               | -               | Two                  |